# Liste in Nepal vorhandener Dampflokomotiven
Dies ist eine Liste erhaltener Dampflokomotiven auf dem Gebiet des Nepal.

## Spurweite 914 mm
| Foto | Nummer oder Name                            | Bauart / Achsfolge | Hersteller                          | Fabrik- nr. | Baujahr | Historie | Eigentümer / Betreiber / Strecke | Standort                | Bemerkungen |
| ---- | ------------------------------------------- | ------------------ | ----------------------------------- | ----------- | ------- | -------- | -------------------------------- | ----------------------- | ----------- |
|      | Nepal Government Railway No. 6              | (1’C1’)(1’C1’)     | Beyer Peacock & Co.                 | 6736        | 1932    |          |                                  | Shalchiyah Workshops    | [ 1 ]       |
|      | Nepal Government Railway No. 7              | C1                 | Hunslet Engine Co.                  | 3684        | 1949    |          |                                  | Khajuri Locomotive Shed | [ 2 ]       |
|      | Nepal Jaynagar-Janakpur No. 8               | C1                 | Hunslet Engine Co.                  | 3876        | 1962    |          |                                  | Khajuri Locomotive Shed | [ 3 ]       |
|      | Nepal Jaynagar-Janakpur No. 4 'Mahabir'     | (1’C1’)(1’C1’)     | Beyer Peacock & Co.                 | 7243        | 1947    |          |                                  | Khajuri Locomotive Shed | [ 4 ]       |
|      | Nepal Government Railway No. 5 'Krishna'    | E                  | Locomotive Fabriek Du Croo & Brauns | 241         | 1939    |          |                                  | Khajuri Locomotive Shed | [ 5 ]       |
|      | Nepal Jaynagar-Janakpur No. 1 'Pashupati'   | 2’C                | Hunslet Engine Co.                  | 1537        | 1926    |          |                                  | Khajuri Locomotive Shed | [ 6 ]       |
|      | Nepal Jaynagar-Janakpur No. 10              | 1’C1’              | Orenstein & Koppel                  | 12757       | 1937    |          |                                  | Khajuri Locomotive Shed | [ 7 ]       |
|      | Nepal Government Railway No. 3 'Gorakhnath' | C1                 | Avonside Engine Co. Ltd.            | 2016        | 1928    |          |                                  | ?                       | [ 8 ]       |
|      | ? No. ?                                     | 1’C1’              |                                     |             |         |          |                                  | Kosi                    | [ 9 ]       |
|      | ? No. ?                                     | 1’C1’              |                                     |             |         |          |                                  | Kosi                    | [ 10 ]      |
|      | Nepal Jaynagar-Janakpur No. 9               | C1                 | Hunslet Engine Co.                  | 3875        | 1962    |          |                                  | ?                       | [ 11 ]      |
|      | Nepal Government Railway No. Q1             | 1’D2’              | North British Locomotive Co.        | 16430       | 1904    |          |                                  | ?                       | [ 12 ]      |
|      | Nepal Government Railway No. Q2             | 1’D2’              | North British Locomotive Co.        | 16429       | 1904    |          |                                  | ?                       | [ 13 ]      |
|      | Nepal Jaynagar-Janakpur No. 11              | 1’C1’              | Orenstein & Koppel                  | 12758       | 1937    |          |                                  | ?                       | [ 14 ]      |
|      | Nepal Jaynagar-Janakpur No. 2               | 2’C                | Hunslet Engine Co.                  | 1536        | 1926    |          |                                  | ?                       | [ 15 ]      |